# 신청평대교
신청평대교(新淸平大橋)는 경기도 가평군 청평면에 위치해 있는 북한강의 다리이며, 길이는 620m이다. 신청평대교에는 국도 제37호선이 통과하며, 노후된 청평댐 공도교를 대체하기 위하여 건설되었다.

## 역사
- 1990년: 착공
- 1995년 12월 31일: 개통